# Nagroda Brunona Kreiskiego
Bruno-Kreisky-Preis für Verdienste um die Menschenrechte – nagroda przyznawana co dwa lata przez fundację Bruno Kreisky Stiftung. Jej celem jest uhonorowanie osób oraz organizacji szczególnie zasłużonych dla ochrony praw człowieka oraz działających na rzecz pokoju, tolerancji, wzajemnego zrozumienia i dialogu na różnych płaszczyznach.
Utworzona w październiku 1976, z okazji 65. rocznicy urodzin Brunona Kreiskiego. Laureaci nagradzani są za osiągnięcia na polu walki o prawa człowieka, otrzymując przy tym również nagrodę pieniężną w wysokości od 3500 do 15 000 euro. Zwycięzcy wybierani są przez międzynarodowy skład sędziowski.

## Laureaci

### 2013
Ceremonia wręczenia nagród odbyła się 10 czerwca. Laureatami zostali:
- Bogaletch Gebre, Etiopia
- Mazen Darwish, Syria
- Cecily Corti, Austria

### 2011
Ceremonia wręczenia nagród odbyła się 16 października. Laureatami zostali:.
- ASPIS, Austria
- ESRA, Austria
- Hemayat, Austria
- West-Eastern Divan Orchestra i Daniel Barenboim, Izrael/Palestyna

### 2007
Ceremonia wręczenia nagród odbyła się 14 września. Laureatami zostali:
- Gao Zhisheng, Chiny
- Jovan Mirilo, Serbia
- ZARA, Austria
- Manfred Nowak – austriacki prawnik zajmujący się kwestiami praw człowieka
- Kofi Annan (nagroda honorowa)

### 2005
Ceremonia wręczenia nagród odbyła się 4 kwietnia. Laureatami zostali:
- Nadja Lorenz i Georg Bürstmayr z Wiednia – „za obronę poszukujących azylu oraz praw imigrantów w Austrii”
- Andrej Sannikau z Białorusi – „za pracę na rzecz obrony praw człowieka”

### 2002
Ceremonia wręczenia nagród odbyła się 27 września. Laureatami zostali:
- kardynał Franz König, Austria – „za jego pracę na rzecz wzajemnego zrozumienia, pojednania oraz budowania mostów między religiami i kulturami”
- Ute Bock, Wiedeń, „za jej bezkompromisowe zaangażowanie na rzecz imigrantów w Wiedniu”
- Amira Hass, Tel Awiw/Ramallah, Raji Sourani i założone przez nich Palestyńskie Centrum dla Praw Człowieka w Gazie za działalność na rzecz obrony praw człowieka podczas konfliktu izraelsko-palestyńskiego

### 2000
Ceremonia wręczenia nagród odbyła się 16 października. Podczas 10. edycji przyznawania nagród Brunona Kreiskiego jury zdecydowało się do ograniczenia liczby nagradzanych osób oraz organizacji do maksymalnej liczby czterech. Laureatami zostali:
- Radhika Coomaraswamy, Sri Lanka
- Belgradzkie Centrum dla Praw Człowieka, Jugosławia
- NGO-Projekt „Antydyskryminacyjne prawo w Austrii”
- Karlheinz Böhm, Austria/Etiopia i organizacja Ludzie dla ludzi (niem. „Menschen für Menschen”)

### 1997
Ceremonia wręczenia nagród odbyła się 27 listopada. Laureatami zostali:
- Abbas Amir Entezam, irański polityk opozycyjny i więzień polityczny
- Emily Lau, aktywistka na rzecz praw człowieka z Hongkongu
- Uri Awneri, izraelski działacz na rzecz pokoju oraz praw człowieka
- Ivan Zvonimir Čičak, chorwacki dziennikarz oraz obrońca praw człowieka
- Otto Tausig, austriacki aktor i humanista, nagrodzony za „projekt pomocy humanitarnej dla dzieci z krajów Trzeciego Świata
- Willi Resetarits, austriacki artysta, nagrodzony za „walkę z ksenofobią
- Austriacka Sieć Przeciwko Ubóstwu (niem. Das österreichische Netzwerk gegen Armut)

### 1995
Ceremonia wręczenia nagród odbyła się 29 września. Laureatami zostali:
- Sumaya Farhat-Naser, palestyńska biolog i aktywistka
- Siergiej Kowaliow, rosyjski rosyjski działacz praw człowieka
- Ken Saro-Wiwa, nigeryjski pisarz i działacz na rzecz praw obywatelskich (nagrodę w jego imieniu odebrał jego syn, Ken Saro-Wiwa junior)
- Leyla Zana, turecka polityk walcząca o prawa Kurdów
- Uri Awneri
- Manfred Nowak, Ludwig Boltzmann Institut für Menschenrechte (BIM)

Nagrody przyznane w ramach specjalnego uznania dla Austriaków oraz organizacji działających na rzecz praw człowieka na świecie:
- Komitet Obrony Praw Człowieka w Iranie
- World University Service w Grazu
- Instytut Ludwiga Boltzmanna dla Praw Człowieka
- schronisko dla bezdomnych „Gryft”
- Centrum dla uchodźców Poysdorf
- ojciec August Janisch

### 1993
Ceremonia wręczenia nagród odbyła się 11 czerwca. Podczas tej edycji podzielono przyznawane Nagrody Brunona Kreiskiego na dwie kategorie: praw człowieka oraz uznanie zasług. Zgodnie z tematem, który był akcentowany w poprzednich latach, krwawe konflikty, które towarzyszyły podziałowi Jugosławii skupiały coraz większą uwagę międzynarodowego jury. Jednocześnie w centrum uwagi były przestępstwa dokonywane przez wojskowe dyktatury w Nigerii.

#### Nagrody za działalność na rzecz praw człowieka
- Abe J. Nathan, izraelski aktywista na rzecz pokoju i praw człowieka
- Gani Fawehinmi, nigeryjski prawnik, specjalista z zakresu praw człowieka i przywódca opozycji
- Nicolae Gheorghe, Rumunia
- ojciec Georg Sporschill SJ, za zaangażowanie w pomoc dla „dzieci ulicy” w Bukareszcie
- Christine Hubka and Gertrud Hennefeld „za ich zaangażowanie w pomoc dla uchodźców w Austrii”
- nagroda dla miejscowej ludności z Canela w Maranhão (Brazylia) w celu „wsparcia ich w ich długiej walce o kulturowe i etniczne przetrwanie”

#### Nagrody w uznaniu szczególnych zasług
- Kemal Kurspahić i Zlatko Dizdarević z czasopisma „Oslobodjenje Sarajevo”
- Tanja Petovar, Belgrad
- Projekt dla Chorwacko-Muzumańsko-Serbskiego Dialogu z Wiednia
- „Ruch na rzecz pamięci” (ang. „Memorial movement”) w Rosji
- Rudolf Pichlmayr, niemiecki chirurg-transplantolog
- Martha Kyrle z austriackiego UNICEF
- grupa SOS Mitmensch „za konsekwentną walkę z rasizmem i ksenofobią w Austrii”

### 1991
Ceremonia wręczenia nagród odbyła się 18 stycznia, była to pierwsza uroczystość wręczenia nagród po śmierci Brunona Kreiskiego (zm. 29 lipca 1990 w Wiedniu). Laureatami zostali:
- Południowoafrykański Kongres Związków Zawodowych „za wieloletni nacisk na walkę z apartheidem”
- Austriacki Ruch przeciwko Apartheidowi
- Horst Kleinschmidt, sekretarz generalny Międzynarodowego Funduszu Ochrony i Pomocy dla Afryki Południowej z Londynu (ang. International Defence and Aid Fund for South Africa)
- Ja’el Dajan, Faisal Husseini, Międzynarodowe centrum na rzecz pokoju na Bliskim Wschodzie (Izrael / Palestyna) oraz Felicia Langer – za działania na rzecz pokoju na Bliski Wschodzie
- Tureckie stowarzyszenie na rzecz praw człowieka (Insan Haklari Dernegi) oraz Dżalal Talabani – za walkę o prawa człowieka w Turcji oraz prawa Kurdów Ceremonia wręczania nagród odbyła się na tle I wojny w Zatoce Perskiej. Zarówno Faisal Husseini jak Dżalal Talabani musieli odwołać obecność na ceremonii[4].
- Paulinho Paiakan przywódca rdzennej ludności w Kayapoo oraz biskup Altamiry, Erwin Kräutler – za działalność na rzecz rdzennej ludności Ameryki Środkowej i Ameryki Południowej
- Stały komitet na rzecz narodowego dialogu w Salwadorze oraz kolumbijski specjalista ds. praw człowieka, dyplomata oraz polityk Alfredo Vázquez Carrizosa
- Bärbel Bohley – „za długoletnią walkę przeciwko nadużyciom praw człowieka” w Niemieckiej Republice Demokratycznej i „jej zaangażowanie w sprawach ofiar sądowego prześladowania przez przestępców ze Stasi”
- Poznańskie Centrum Praw Człowieka
- Komitee Cap Anamur, Pomoc społeczna z lotniska w Schwechat, Komitet pomocy dla uchodźców w Austrii, Stowarzyszenie solidarności kobiet oraz dziennikarka Liesl Frankl – za aktywną działalność w celu poprawy ochrony praw człowieka w stosunku do imigrantów z Europy
- Towarzystwo dla zagrożonych ludzi w Wiedniu (ang. the Society for Endangered Peoples Vienna), CARE Austria, Austriacki Czerwony Krzyż, Sciencestore

### 1998
Ceremonia wręczenia nagród odbyła się 8 lipca. Laureatami zostali:
- Frei Betto, brazylijski dominikanin
- Izraelsko-Palestyńska osada Neve Shalom / Wahat al-Salam, Latif Dori z Komitetu na rzecz dialogu izraelsko-palestyńskiego oraz Komitet społecznej i medycznej pomocy dla Palestyńczyków
- studentka Claudia Vilanek „za jej charytatywną pracą w Indiach i Austrii”
- austriackimi zdobywcami nagrody byli: Helsińska Fundacja Praw Człowieka, austriacka Społeczna Akademia Katolicka, Towarzystwo Przyjaciół Centrum Medycznego Chaima Sheby, Towarzystwo ds. Stosunków Austriacko-Arabskich, Greenpeace Austria oraz Stowarzyszenie dla historii ruchu robotniczego (ang. the Association for the History of the Labour Movement)
- Anton Lubowski, namibijski prawnik, specjalista ds praw człowieka, niezależny aktywista[5].
- Benazir Bhutto – przywódczyni Pakistańskiej opozycji
- „Justitia et Pax”, Koreańska Komisja ds Praw Człowieka
- biskup Leonidas Eduardo Proaño Villalba z Ekwadoru, gwatemalska Organizacja Praw Człowieka (GAM), nikaraguański pisarz i polityk Sergio Ramírez Mercado oraz Unidad Nacional de Trabajadores Salvadorenos (UNTS)

### 1996
Ceremonia wręczenia nagród odbyła się 22 stycznia. Laureatami zostali:
- Wiedeński Instytut dla Rozwoju i Współpracy (ang. the Vienna Institute for Development and Cooperation)
- Austriacki Instytut Badań nad Pokojem i Edukacją
- Fundacja Brunona Kreiskiego
- Erich Weisbier
- Międzynarodowa Konferencja Historyków Ruchu Pracowniczego (ang. International Conference of Historians of the Labour Movement)
- ambasador Herbert Amry (nagrodzony pośmiertnie)
- Austriackie „Kuratorium” dla pomocy uchodźcom (ang. Austrian Kuratorium for Refugee Aid)
- Gwatemalska Komisja Praw Człowieka oraz Komitet dla matek i krewnych więźniów politycznych, „zaginionych” oraz zamordowanych w Salwadorze (ang. Committee of Mothers and Kindred of Political Prisoners, the „Disappeared” and Murdered in El Salvador)
- Żydowsko-Arabski Dom w Beth Berl oraz Izraelska Federacja Związków Zawodowych Histadrut działające na rzecz „większego zrozumienia między żydowską większością a arabską mniejszością w Izraelu”

### 1984
Ceremonia wręczenia nagród odbyła się 23 listopada. Laureatami zostali:
- Luiz Inácio Lula da Silva, „za odważną działalność w czasie wojskowej dyktatury w Brazylii” oraz Vicaría de la Solidaridad za prowadzenie działalności wspierającej więźniów politycznych i ich rodziny w Chile.
- Yolanda Urízar Martínez de Aguilar, gwatemalski prawnik, działaczka na rzecz praw człowieka[6]
- Asutriacki Komitet Pomocy dla Nikaragui – za „ambitną pracę przy odbudowie Nikaragui”
- Marianella García Villas (nagrodzona pośmiertnie), prawniczka z Salwadoru, działająca na rzecz praw człowieka, zamordowana w 1983
- Union of Concerned Scientists (UCS), „grupa międzynarodowych naukowców, którzy orędowali za wszechstronnie pojmowaną wspólną ekologiczną, społeczną i pokojową polityką bezpieczeństwa”; nagroda została im przyznana „za ich konsekwentne żądanie nuklearnego rozbrojenia” oraz Raymond G. Hunthausen (katolicki biskup Seattle), który nagrodę otrzymał za „wzywanie do nuklearnego rozbrojenia”
- Muzaffer Saraç turecki opozycjonista; nagroda przyznana przez Fundację Kreiskiego miała wspomóc jego pracę na rzecz praw człowieka i demokracji oraz ochronić go przed dalszymi represjami za strony władz tureckich[7]
- Austriacka Liga dla Praw Człowieka – założona w 1926 była jedną ze 105 organizacji wchodzących w skład Międzynarodowej federacji na rzecz praw człowieka (fr. Fédération internationale des droits de l’homme) z siedzibą główną w Paryżu. Liga otrzymała nagrodę za „wybitny wkład w rozprzestrzenianie świadomości na temat praw człowieka w Austrii”
- Leopold Ungar – wieloletni kierownik austriackiego Caritasu. Inni Austriacy oraz austriackie organizacje uhonorowane Nagrodą Kreiskiego to: Austriacki Komitet Pomocy dla Nikaragui, Towarzystwo Przyjaciół Uniwersytetu w Tel Awiwie w Austrii, the Austrian Volkshilfe and Oswald Amstler
- Szulammit Alloni – aktywistka na rzecz dialogu izraelsko-palestyńskiego, późniejsza izraelska minister

### 1981
Ceremonia wręczenia nagród odbyła się 27 listopada. Laureatami zostali:
- Kim Chi-ha oraz Kim Dae-jung, przywódcy ruchu na rzecz demokracji oraz praw człowieka w Korei Południowej
- Nelson Mandela – nie mógł on przyjąć nagrody osobiście i musiała być ona dostarczona jego rodzinie pod innym pretekstem[8].
- Izraelska Federacja Związków Zawodowych Histadrut – „za projekt promujący koegzystencję Palestyńskich Arabów oraz Żydów w północnym Izraelu”, Raymonda Tawil, palestyńska dziennikarka oraz aktywistka na rzecz praw kobiet oraz Symcha Flapan, izraelski historyk oraz dziennikarz.
- Orlando Fals Borda (nagroda przyznana pośmiertnie) – kolumbijski socjolog, nagrodzony został „za walkę przeciwko biedzie oraz wyzyskiwaniu chłopów”; Enrique Álvarez Córdoba, minister rolnictwa w Salwadorze. Aresztowany 29 listopada 1980, torturowany i zamordowany[8]; Domitila Barrios de Chungara z Boliwii, jedna z czołowych aktywistek na rzecz praw kobiet w Ameryce Łacińskiej
- Fondation pour une entraide intellectuelle Européenne w Paryżu za pracę na rzecz wspierania szkolnictwa i intelektualistów z Europy Wschodniej
- Rosa Jochmann za „niesłabnący głos przeciwko faszyzmowi, walkę oporu przeciwko Austriackiemu faszyzmowi i nazizmowi oraz wiele lat zaangażowania”.
- Felix Ermacora, duchowy przywódca austriackiej polityki oraz badań nad prawami człowieka po 1945.

### 1979
Ceremonia wręczenia nagród odbyła się 19 października. Laureatami zostali:
- kardynał Raúl Silva Henríquez, arcybiskup Santiago, w latach 1962–1965 prezydent Caritas Internationalis, jeden z głównych bojowników o prawa człowieka w czasie rządów Augusto Pinocheta
- austriacki oddział Amnesty International za zaangażowanie w sprawie więźniów politycznych w Argentynie
- Christiaan Frederick Beyers Naudé za walkę z apartheidem w Afryce Południowej
- małżeństwo Jean Goss and dr Hildegard Goss-Mayr za ich zaangażowanie w budowę dialogu między Wschodem a Zachodem
- Arje Eli’aw, izraelski polityk oraz Issam Sartawi, palestyński doktor oraz polityk – „pionierzy dialogu izraelsko-palestyńskiego”
- arcybiskup Miguel Obando Bravo, Nikaragua
- Komitet dla Praw Człowieka, Międzynarodowy Związek Zawodowy, Austria